# Khung Ilizarov
Bộ khung Ilizarov là một dụng cụ dùng trong một phương pháp kết hợp xương bên ngoài trong ngoại chỉnh hình để kéo dài hay tái định hình các xương chi; trong một kỹ thuật bảo tồn chi để điều trị gãy xương phức tạp hoặc/và gãy xương hở; hoặc trong các trường hợp không liền xương nhiễm trùng không đáp ứng các phương án điều trị khác. Dụng cụ này được đặt theo tên bác sỹ ngoại chỉnh hình Liên Xô Gavriil Abramovich Ilizarov, cha đẻ của kĩ thuật này.

### Hình ảnh
Tài liệu nghiên cứu lâm sàng sau đây mô tả một quá trình điều trị bằng khung Ilizarov cho một chi gãy. Các hình ảnh đều từ cùng một bệnh nhân trong suốt diễn tiến điều trị.

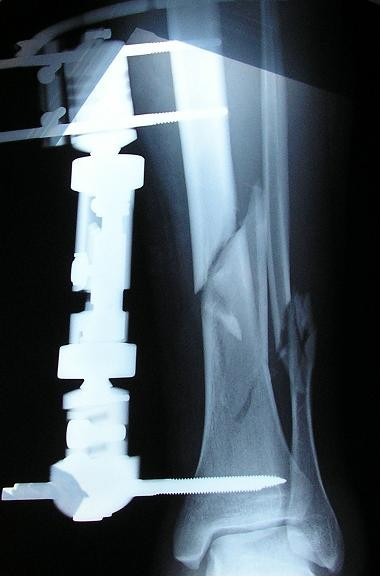
Hình X quang ổ gãy và bộ cố định ngoài ban đầu được đặt trong vòng 24 giờ kể từ lúc nhập viện
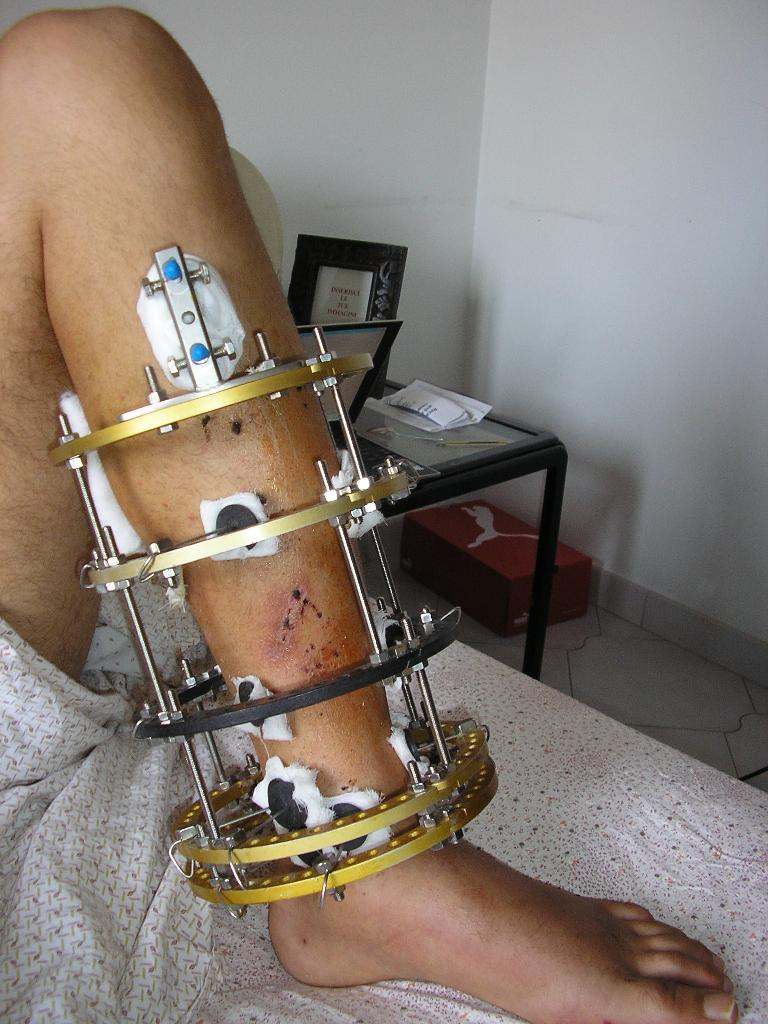
Góc nhìn phía trước-bên trái của bộ khung Ilizarov đang điều trị gãy xương chày và xương mác. Bệnh nhân trải qua gãy xương hở, ổ gãy nằm trên một chút so với vòng kim loại màu đen. Từ hình 1 đến 4 được chụp 4 tuần sau gãy xương và 2 tuần sau lắp khung Ilizarov.
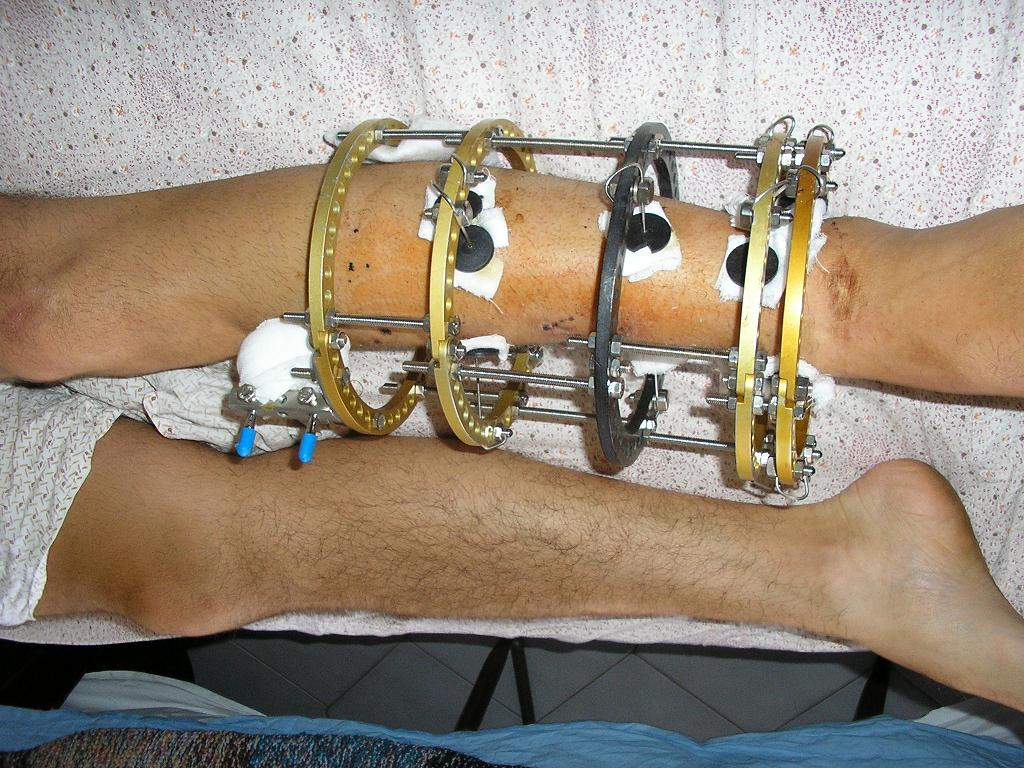
Góc nhìn trước (trên) cùng chân lành bên cạnh. Bệnh nhân đang nằm sấp bụng.
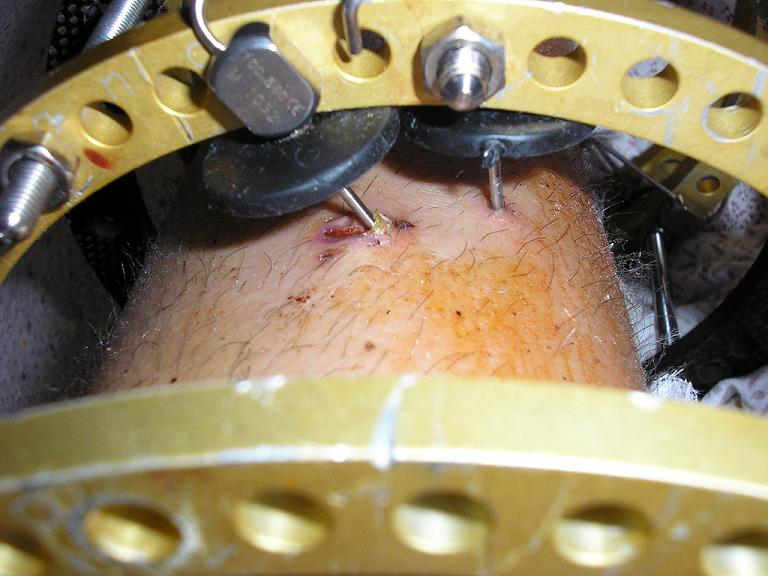
Góc nhìn các chân đinh (hai tuần sau mổ)
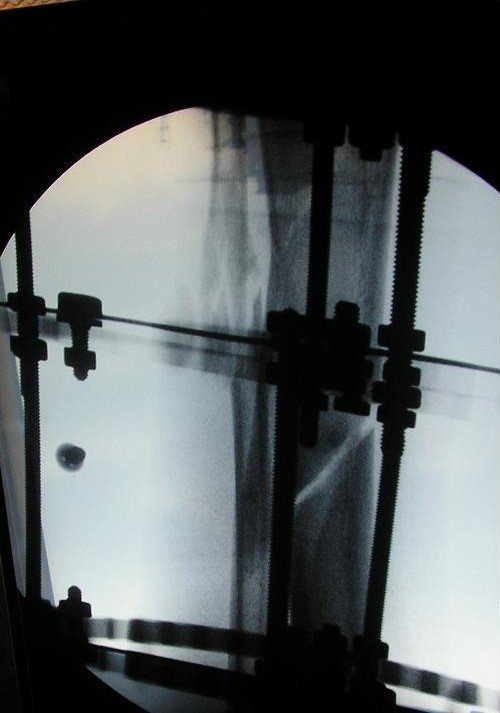
Phim X quang ổ gãy ngay sau khi lắp khung theo phương pháp Ilizarov
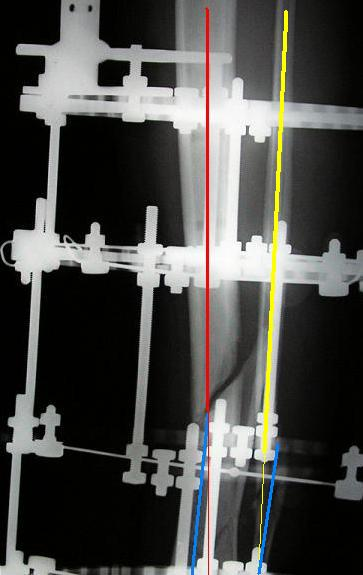
Phim X quang ổ gãy, góc 1 (hai tháng sau gãy xương)
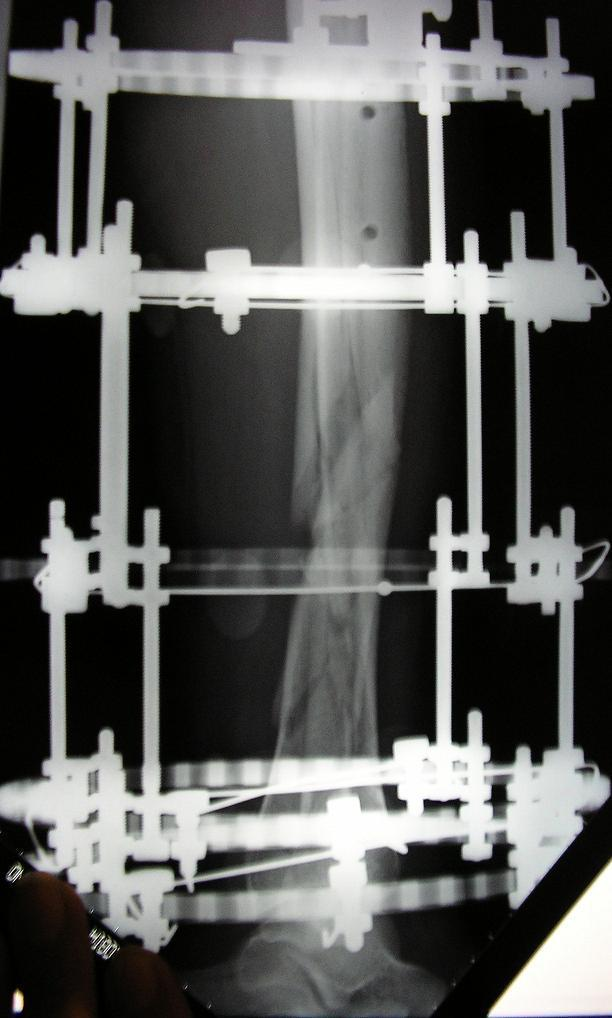
Phim X quang ổ gãy, góc 2 (hai tháng sau gãy xương)
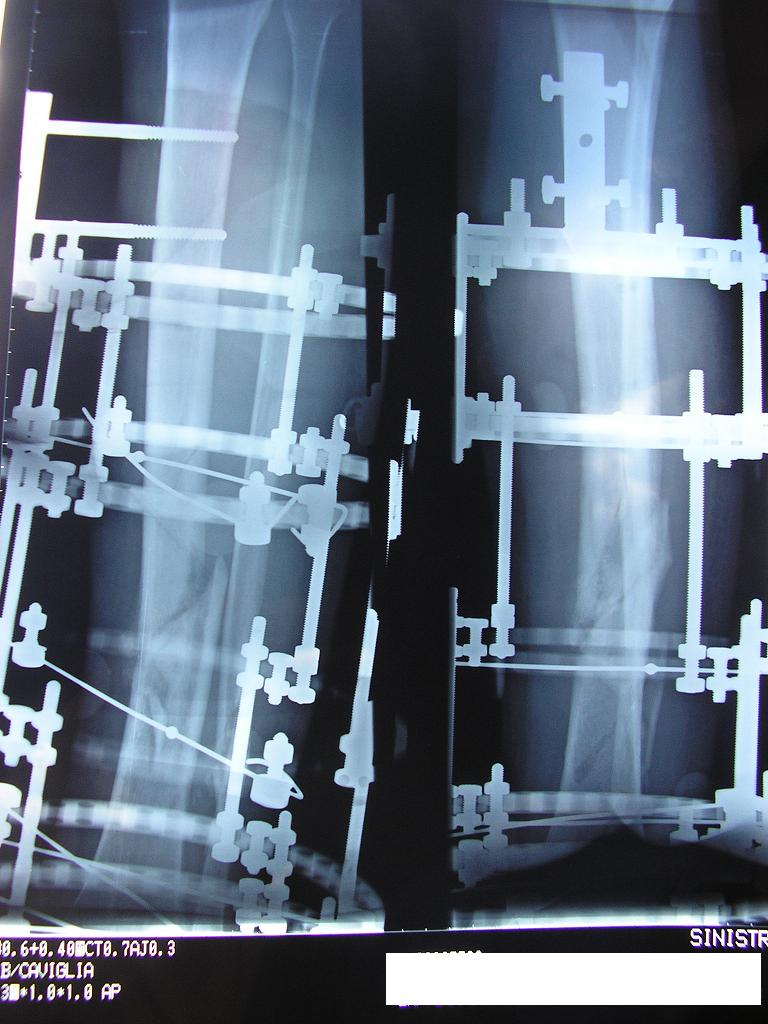
Phim X quang ổ gãy (ba tháng sau gãy xương). Chú ý sự hình thành can xương quanh ổ gãy.
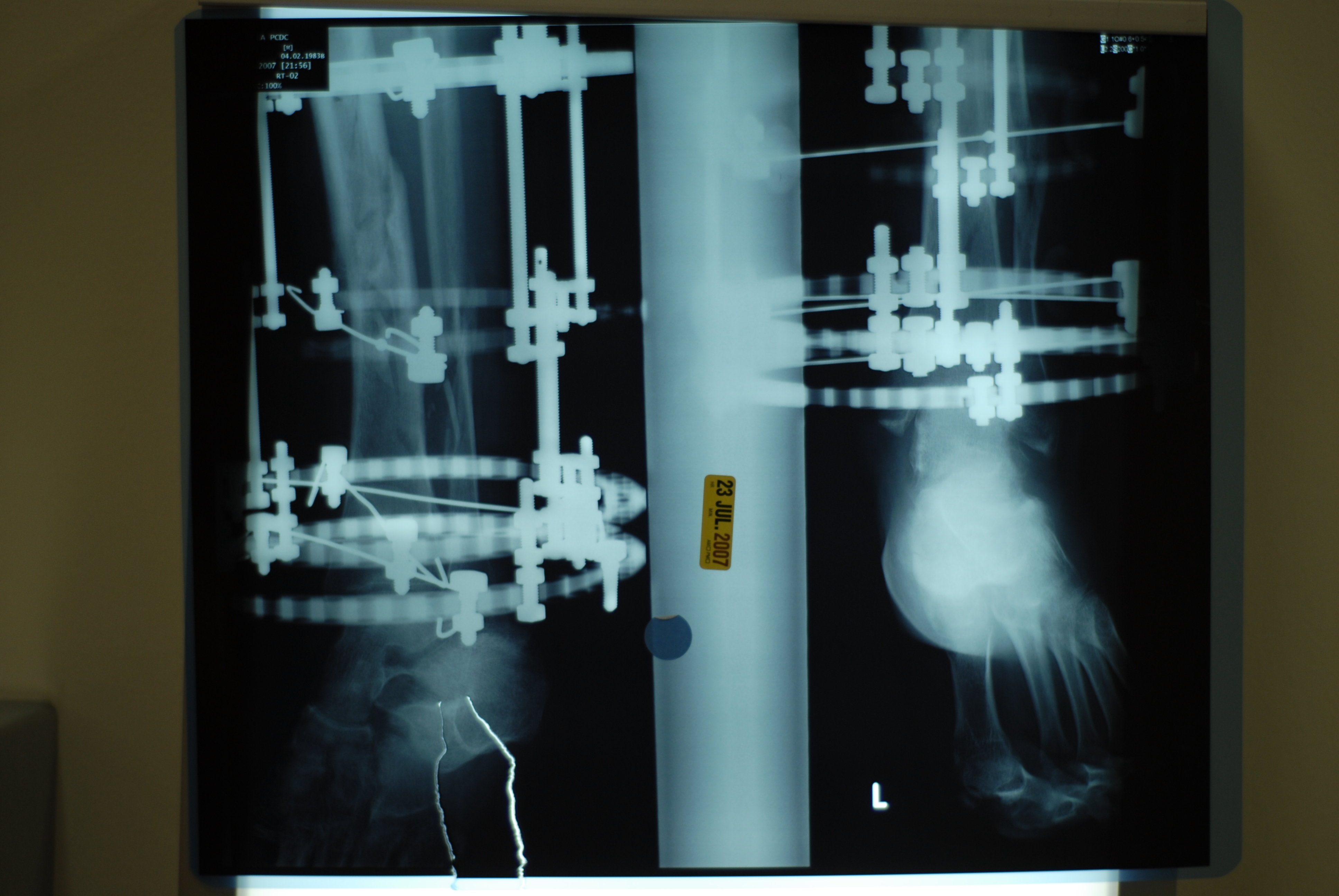
Phim X quang ổ gãy (bốn tháng sau gãy xương)

### Nguyên lý kéo dài chân
Thực hiện trên nguyên lý kết xương căng dãn với các kỹ thuật cắt vỏ xương, chờ đợi vài ngày, dùng khung cố định ngoài đàn hồi và kéo dãn từ từ ổ cắt xương với tốc độ 1mm/ngày, tì nén chi thể và tập vận động các khớp. Khi đó, kéo dài chi đã được thực hiện thành công mà không cần ghép xương.